# 三菱食品
三菱食品株式会社（みつびししょくひん）は、東京都文京区に本社を置く、加工食品を主な取扱商品とした総合食品商社である。東証スタンダード市場TOP20の構成銘柄の一つ。

## 概要
菱食、明治屋商事、サンエス、フードサービスネットワークの三菱系食品卸4社が2011年に経営統合する。売上高は食品卸業界首位で伊藤忠商事系の日本アクセス、国分とともに大手3強を占める。
卸売りのほかに新商品開発や小売店のプライベートブランド (PB) 開発支援なども手掛ける。ティムタムやハリボーなど、海外の食品も取り扱う。全国に網羅した物流システムは評価が高く、特に中国地方の酒類流通で突出する。おもな取引先は、ローソン、イオン（ダイエー）、イトーヨーカドー、Amazon.co.jpである。三菱グループの一員で三菱商事の連結子会社で、三菱広報委員会 の会員企業である。

## 沿革
- 1925年（大正14年）3月13日 - 三菱財閥の全額出資により缶詰の国内販売会社として株式会社北洋商会を設立。（資本金5万円、本店東京市麹町区（現東京都千代田区））。
- 1947年（昭和22年）11月 - 連合国軍最高司令官総司令部による日本の戦後改革を受け、片山内閣による財閥解体により旧・三菱商事が解散。一時非財閥企業となる。
- 1954年（昭和29年）11月 - 三菱商事株式会社が資本参加し三菱グループに復帰。
- 1969年（昭和44年）10月1日 - 山田商事を合併し、北洋商事株式会社に商号変更。
- 1979年（昭和54年）8月1日 - 三菱商事系の食品卸4社[注釈 1] が合併し、株式会社菱食となる。
- 1991年（平成3年）11月 - フクヤ商事株式会社と茨城北洋株式会社の営業を譲り受け、株式会社関東リョーショク（連結子会社。のちの株式会社MS関東）を設立。
- 1992年（平成4年）1月 - 菱和酒類販売株式会社を吸収合併。
- 1995年（平成7年）
  - 6月 - 株式会社リョーカジャパンを設立。
  - 7月5日 - 東京証券取引所市場第二部上場。
- 1997年（平成9年）6月 - 東京証券取引所市場第一部銘柄に指定。
- 2002年（平成14年）1月 - 株式会社祭原[注釈 2]を完全子会社化。
- 2003年（平成15年）
  - 1月 - 会社分割により株式会社リョーショクフードサービスを設立。
  - 10月株式会社リョーショクフードサービスが株式会社ユキワと合併し株式会社アールワイフードサービスに社名変更。
- 2006年（平成18年）10月1日 - 関連企業のアールワイフードサービスと合併。
- 2011年（平成23年）
  - 7月1日 - 株式交換で明治屋商事、サンエス、フードサービスネットワークの3社を完全子会社化。連結子会社の株式会社リョーショクリカーを吸収合併し、三菱食品株式会社に商号変更。
  - 10月1日 - 明治屋商事を吸収合併。
- 2012年（平成24年）4月1日 - サンエス、フードサービスネットワーク、および、もともと完全子会社であった株式会社リョーカジャパンの3社を吸収合併。
- 2014年（平成26年）10月 - 株式会社RJオグラ、株式会社北海道リョーショク、株式会社関東リョーショク、株式会社新潟リョーショク、株式会社北陸リョーショク、株式会社四国リョーショクを商品販売業務受託会社に転換し、それぞれ株式会社MS北海道（株式会社北海道リョーショクは吸収合併）、株式会社MS関東、株式会社MS新潟、株式会社MS北陸、株式会社MS四国に社名変更。
- 2018年（平成30年）4月1日 - MS北海道、MS福島、MS関東、MS新潟、MS北陸、MS四国の計6社を吸収合併[4]。中小飲食店向け卸売事業を都貿易株式会社に会社分割し、同社の商号を株式会社クロコに変更[5]。
- 2024年（令和6年）11月 - 100%出資で株式会社ベスト・ロジスティクス・パートナーズを設立[6]、2025年4月1日から物流事業を同社に会社分割した[7]。

## 主要関連企業
- 株式会社ベスト・ロジスティクス・パートナーズ
- 株式会社MSフレッシュデリカ
- 株式会社クロコ
- キャリテック株式会社
- 株式会社ファインライフ
- 株式会社エム・シー・フーズ
- 株式会社リョーショクペットケア
- 株式会社MS西日本菓子
- 広州広菱食品商貿有限公司